# Нафтоводогазопрояви
Нафтоводогазопрояви — неконтрольований приплив пластового флюїду у свердловину.
Нафтогазопрояви є найважчим і найнебезпечнішим ускладненням під час буріння. Нафтогазопроявлення призводять до відкритих фонтанів, а їх ліквідація викликає великі матеріальні затрати. Для ліквідації фонтану потрібно залучати багато сотень працівників різних служб. Ліквідація фонтану є небезпечною справою для життя. Фонтани наносять велику шкоду навколишньому середовищу та великі збитки населенню оточуючої території.

## Різновиди нафтоводогазопроявів
Газопрояви (основна частина флюїду — пластовий газ або суміш пластових газів); нафтопрояви (основна частина флюїду — нафта); водопрояви (основна частина флюїду — пластова вода того чи іншого ступеня мінералізації); змішані флюїдопрояви (у свердловину надходить суміш різних флюїдів, з яких хоч би два флюїди приблизно в рівних кількостях, і їх сума складає більшу частину загальної кількості поступаючого флюїду).
Відкритий фонтан — неконтрольоване витікання із свердловини пластового флюїду внаслідок відсутності, втрати герметичності або руйнування противикидного обладнання.
Грифон — неконтрольоване витікання розчину або пластового флюїду на поверхню землі по за межами гирла свердловини. Нафтогазопроявлення є найважчим і найнебезпечнішим ускладненням під час буріння. Нафтогазопроявлення призводять до відкритих фонтанів, а їх ліквідація викликає великі матеріальні затрати. Для ліквідації фонтану потрібно залучати багато сотень працівників різних служб. Ліквідація фонтану є небезпечною справою для життя. Фонтани наносять велику шкоду навколишньому середовищу та великі збитки населенню оточуючої території.

## Причини нафтоводогазопроявів
Причина флюїдопроявів — порушення рівноваги гідравлічного тиску в свердловині pc і проявляючому пласті pпл, що призводить до надходження флюїду із пласта в свердловину при pс < pпл.
Прояви можуть виникати як при зниженні тиску на пласт, так і без його зниження. Основними причинами проявів через зниження тиску на пласт є геологічні і технологічні фактори. До геологічних факторів належать: розкриття регіональних і локальних зон АВПТ, наявність порожнин заповнених газом, а також тектонічні порушення. До технологічних факторів виникнення проявлень належать причини, пов'язані з порушенням технології проводки свердловини: низька густина промивальної рідини; зменшення гідродинамічного тиску в свердловині; падіння рівня промивальної рідини в свердловині; утворення штучних зон АВПТ. До технологічних факторів включають і помилки, допущені при розробці технічного проекту на будівництво свердловини, прогнозування пластових тисків і т. д.
До причин проявів без зниження тиску на пласт (тобто при перевищенні вибійного тиску над пластовим) належать дифузні і осмотичні процеси, капілярні перетоки, гравітаційні заміщення, надходження газу з вибуреною породою при високих швидкостях буріння, контракційні ефекти та ін.
Створення протитиску на пласт з метою попередження проявів забезпечується вибором відповідної густини промивальної рідини. Сучасна практика буріння передбачає в основному проводку свердловин при перевищенні вибійного тиску над пластовим в статичних умовах.
Недостатня густина промивальної рідини — основна причина проявів і вона обумовлена помилками в технічному проекті і технологічних регламентах проводки свердловини, неточністю прогнозу пластових тисків у процесі буріння, несвоєчасністю прийняття рішень про обважнення промивальної рідини чи спуску проміжної колони, поступленням у промивальну рідину пластового флюїду з меншою густиною, спінюванням бурового розчину, неякісною дегазацією, седиментацією твердої фази промивальної рідини та ін.
При виконанні окремих технологічних операцій (спуск і підйом колони труб, зупинка бурових і ін.) можливе зменшення тиску в свердловині нижче гідростатичного, що може сприяти в певних умовах проникненню пластового флюїду.
Зниження тиску на пласт обумовлено також зменшенням висоти стовпа промивальної рідини в свердловині. Основними причинами зниження рівня в свердловині є: поглинання промивальної рідини з падінням рівня, недолив свердловини при підйомі колони труб, перетоки між трубним і затрубним простором або пластами. При будь-якій причині зниження рівня існує критичне значення, перевищення якого призводить до виникнення проявів.
Пластові рідини можуть потрапляти в свердловину в результаті дифузії через її проникні стінки, під впливом капілярного і осмотичного тисків. Інтенсивність таких припливів невелика і не викликає небезпеки при умові, що відсутні тривалі перерви в циркуляції і забезпечена якісна дегазація промивальної рідини.
Флюїд може надходити в свердловину і при достатній густині промивальної рідини, якщо вона утворює міцну структуру-каркас, завдяки якому частина її маси передається на стінки свердловини (зависання рідини, внаслідок чого на вибій свердловини і на флюїди, що містяться в пластах, передається неповний гідростатичний тиск). Крім того, частина твердої фази осідає із змуленого стану і зависає на стінках свердловини і колоні труб.
Гравітаційна взаємодія між флюїдом і промивальною рідиною або його фільтратом у пласті з вертикальною тріщиноватістю може призвести до заміщення флюїду промивальною рідиною. При розкритті газоносних пластів великої товщини, внаслідок фільтрації промивальної рідини в пласт, можуть спостерігатись локальні перевищення тисків, які призводять до проявів.
Явище контракції промивальної рідини може призвести до перерозподілу тиску між свердловиною і пластом і викликати підсмоктування флюїдів.
Газ з породою може надходити в промивальну рідину при розбурюванні газовміщуючого пласта. Однак це незначно зменшує вибійний тиск. Зниження тиску може бути суттєвим у верхній частині і викликати приплив із пластів, розміщених на цих глибинах.
Найчастіше нафтогазопроявлення виникають через зниження тиску на пласт. Однак, нафтогазопроявлення можуть виникнути і без зниження тиску на пласт. Ці нафтогазопроявлення не значної інтенсивності і можуть тільки викликати зниження тиску на пласт.
За правилами безпеки в нафтогазодобувній промисловості гідростатичний тиск стовпа промивальної рідини має перевищувати пластовий тиск на величину від 10 % до 15 % − для свердловин глибиною до 1200 м і від 5 % до 10 % − для свердловин глибиною до 2500 м (інтервалів від 1200 м до 2500 м) та від 4 % до 7 % − для свердловин глибиною понад 2500 м (інтервалів від 2500 м і до проектної глибини).